# Теракт в автобусе № 405
Нападение на израильский автобус «Эгед» № 405, следовавший из Тель-Авива в Иерусалим, произошло в четверг, 6 июля 1989 года. Его совершил террорист, схвативший руль и направивший автобус с крутого обрыва вниз в районе Кирьят-Йеарима. В теракте были убиты шестнадцать человек, в том числе двое канадцев и один американец, а 27 получили ранения. Сам террорист выжил и получил 16 пожизненных заключений, но впоследствии вышел на свободу.

## Теракт
Рядом с израильским посёлком Неве-Илан арабский террорист, ехавший среди пассажиров, совершил быстрое нападение на водителя автобуса и резко двинул руль в правую сторону, так, чтобы автобус двинулся в сторону обрыва. Молниеносное действие не дало возможности другим пассажирам прийти на помощь, но водитель сумел выровнять автобус на самом краю обрыва. После этого террорист ногами пнул водителя, тот потерял равновесие и автобус упал в пропасть. Водителя выбросило из автобуса, а сам автобус, перевернувшись на дне ущелья, загорелся, и многие пассажиры заживо сгорели. Инцидент был описан как первая палестинская атака смертника, несмотря на то что нападавший выжил.
Первыми помочь прибыли ученики йешивы и жители посёлка Кирьят-Йеарим. Впоследствии прибыли военные спасатели, полиция и «Маген Давид Адом». Покалеченных людей приходилось на руках тащить десятки метров вверх к трассе, от которой вертолёты смогли вывезти пострадавших в больницы. К спасательным работам присоединились и жители близлежащих арабских деревень Айн-Накуба и Айн-Рафа.

## Жертвы
1. Шломо Ацмон
2. Доктор Шели Волохов, из Канады
3. Эмиль Горбман, 54 года, новый репатриант из СССР
4. Шимон Даган, 27 лет
5. Кинерет Коэн, 15 лет
6. Рита Сюзан Левин, 39 лет, адвокат, новая репатриантка из США
7. Това Маймон, 19 лет
8. Нахум Мизрахи
9. Эстер Наим
10. Ицхак Наим
11. Матитьягу Гершон Резник, 25 лет, из Аргентины
12. Мирьям Царфи, 41 год
13. Шауль Хай Цур, 21 год
14. Мордехай Розенберг, 50 лет
15. Ализа Шошана Рейкис, 17 лет, из Канады
16. Яков Шапира, 73 года, учёный, выходец из СССР

## Последствия
После теракта по обочине трассы установили перила безопасности, в два ряда. Автобусы, следующие по междугородным маршрутам, стали оборудовать разделительным барьером между водителем и пассажирами. Были усилены меры безопасности и добавлены сотрудники, которые сидели возле водителей на случай таких событий. Это не оказалось безрезультатным, так как спустя несколько месяцев на другого водителя того же 405 рейса было совершено нападение, но нападавшего успешно нейтрализовали.
Один из прибывших спасать пострадавших, ученик йешивы Йехуда Меши-Захав, основал впоследствии волонтёрскую спасательную организацию ЗАКА.

## Память

### Мемориалы
Вскоре после теракта возник стихийный мемориал из обгоревших остатков автобуса, но по соображениям безопасности он впоследствии был убран.
Затем был возведён постоянный памятник-мемориал, а близ него высадили шестнадцать деревьев в память о невинно погибших. Возле мемориала проводили дни памяти с участием первых лиц страны.
26 декабря 2012 года металлический памятник был украден жителем арабской деревни Абу-Гош.

### Музыкальное произведение
Певица Рухама Раз написала песню «Вместо прощания» в память о сестре Мирьям Царфи.

### Литературные произведения
Писатель Пол Рабиновиц использует событие в качестве сюжетной точки в повести «Глиняный горшок». Он сопровождал группу туристов, когда автобус рухнул со скалы. Пол Рабиновиц первым добрался до ущелья и успокоил одну из пассажирок, которая впоследствии послужила прообразом главной героини, Иланы. «Глиняный горшок» был первоначально опубликован как короткий рассказ в литературном журнале Linden Avenue в 2016 году.
В книге «Голодное сердце» писателя Эшколя Нево главный герой рассказа «Синие знаки» упоминает об этом теракте, говоря, что он подумывал направить свою машину в пропасть в том же месте, где произошло нападение на автобус 405.

## Террорист
Теракт совершил Абд аль-Хади Гнейма, у которого в тот же день родился первый сын. Террорист выжил и после лечения в израильской больнице получил 16 пожизненных заключений. Абд аль-Хади Гнейму вместе с ещё 1026 террористами освободили в октябре 2011 года, обменяв на Гилада Шалита.